# La storia di Lucy Gault
La storia di Lucy Gault (The Story of Lucy Gault) è un romanzo di William Trevor pubblicato nel 2002, anno in cui è stato scelto tra i finalisti del Booker Prize.
Il libro è diviso in tre parti: l'infanzia, la mezza età e la vecchiaia di Lucy. La storia ha luogo in Irlanda durante la transizione verso il XXI secolo e segue Lucy e le persone a lei vicine.

## Edizioni
- William Trevor, La storia di Lucy Gault, Guanda, 2006,  p. 267, ISBN 88-8246-966-2.